# Майкл Найман
Майкл Ло́уренс На́ймен (англ. Michael Laurence Nyman; нар. 23 березня 1944, Лондон) — англійський композитор-мінімаліст, музичний критик і теоретик, представник напрямку Мінімалізму. Одержав широку популярність завдяки своїй музиці до фільмів Пітера Гріневея.

## Біографія
З 1961 по 1964 рік навчався у Лондонській Королівській академії музики. Вивчав музикознавство в Королівському коледжі. У молодості Наймен захоплювався барочною музикою, що знайшло згодом відбиття в його композиціях для історичних фільмів. Як музичний критик співпрацював з журналами «The Spectator», «The Listener» і «The New Statesman». В 1974 році опублікував книгу «Експериментальна музика: Джон Кейдж і після нього».
З 1976 року розпочалася співпраця композитора з кінорежисером Пітером Гріневеєм, що приніс Найману світову популярність. Мінімалістська, часом монотонна музика Наймена до фільмів Гріневея (зокрема «Відлік потопельників», «Книги Просперо», «Кухар, злодій, його дружина та її коханець») стала невіддільною частиною цих картин.
Крім «серйозної» музики (опер, балетів, концертів, струнних квартетів тощо) Наймен створює також саундтреки для комп'ютерних ігор, поп- і рок-композицій.
В 1976 році Наймен створив камерний оркестр «Кемпіелло-бенд», пізніше перейменований в «Майкл Наймен бенд» (англ. Michael Nyman Band). У цьому оркестрі середньовічні інструменти звучать поряд із сучасними, а репертуар складають музичні теми Наймена з кінофільмів, його опери, а також світова класика.
У 2012 році написав саундтрек до фільму Щодня.